# Kali permanganat
Kali permanganat hay Potassium permanganate là một hợp chất vô cơ có công thức hóa học là KMnO4, dùng làm chất tẩy trùng trong y học. Nó dễ tan trong nước tạo thành dung dịch màu tím đậm, khi dung dịch loãng sẽ có màu tím đỏ, khi bay hơi tạo chất rắn với tinh thể lăng trụ màu đen tím sáng lấp lánh. Ngoài ra kali permanganat là một chất oxy hóa mạnh, sẽ bốc cháy hoặc phát nổ nếu kết hợp với các chất hữu cơ khác. Kali permanganat bị phân hủy ở nhiệt độ trên 200℃. Năm 2000, sản lượng toàn cầu khoảng 30.000 tấn.

## Lịch sử
Năm 1659, Johann Rudolf Glauber trộn một hỗn hợp của khoáng chất pyrolusit và kali carbonat để có được một loại vật liệu mà khi hòa tan trong nước, đã cho một dung dịch màu xanh lá cây (kali manganat) mà từ từ chuyển sang màu tím và sau đó cuối cùng màu đỏ. Báo cáo này là mô tả đầu tiên của việc sản xuất kali permanganat. Khoảng gần 200 năm sau, nhà hóa học người Anh Henry Bollmann Condy đã có mối quan tâm đến chất khử trùng, và đưa ra thị trường một số sản phẩm bao gồm nước ion hóa. Ông thấy rằng pyrolusit pha trộn với NaOH và hòa tan nó trong nước tạo ra một dung dịch với đặc tính tẩy uế. Ông được cấp bằng sáng chế giải pháp này, và tiếp thị nó như là chất lỏng Condy. Mặc dù có hiệu quả, giải pháp không phải là rất ổn định. Điều này đã được khắc phục bằng cách sử dụng KOH thay vì NaOH. Chất này đã ổn định hơn, và có lợi thế của việc chuyển đổi dễ dàng các tinh thể kali permanganat hiệu quả như nhau. Vật liệu kết tinh này được gọi là tinh thể của Condy hoặc bột của Condy. Kali permanganat tương đối dễ sản xuất nên Condy sau đó đã buộc phải dành thời gian đáng kể trong pháp lý để ngăn chặn các đối thủ cạnh tranh từ các sản phẩm tiếp thị tương tự như chất lỏng Condy hoặc tinh thể Condy. Các nhiếp ảnh gia thời kỳ đầu sử dụng nó như là một thành phần bột của đèn flash. Nó được thay thế bằng các chất oxy hóa khác, do sự bất ổn của hỗn hợp permanganat. Dung dịch nước của KMnO4 đã được sử dụng cùng với T-Stoff (tức là 80% hydro peroxide) làm nhiên liệu đẩy cho máy bay gắn động cơ tên lửa Messerschmitt Me 163. Trong ứng dụng này, nó được gọi là Z-Stoff. Sự kết hợp của các nhiên liệu đẩy đôi khi vẫn còn được sử dụng trong ngư lôi.

## Ứng dụng
- Nhiệt phân KMnO4 để điều chế oxy trong phòng thí nghiệm theo phương trình hóa học sau:

2KMnO4 → K2MnO4 + MnO2 + O2↑
- Dùng làm thuốc chữa bệnh cho cá.
- Được dùng trong Y học với tác dụng sát trùng.
- Kali permanganat còn là một chất oxy hóa mạnh, thí dụ tác dụng với toluen khi đun nóng:

C6H5–CH3 + 2KMnO4 → C6H5–COOK + 2MnO2 + KOH + H2O
- Chất hấp thụ khí gas.
- Chất oxy hóa của đường saccharin, vitamin C,…
- Chất làm bay màu của tinh bột, vải dệt, chất béo.